# Tāzeh Kand-e Kīān
Tāzeh Kand-e Kīān (persiska: تازِه كَندِ كيان) är en ort i Iran.   Den ligger i provinsen Ardabil, i den nordvästra delen av landet, 500 km nordväst om huvudstaden Teheran. Tāzeh Kand-e Kīān ligger 17 meter över havet och antalet invånare är 137.
Terrängen runt Tāzeh Kand-e Kīān är platt. Runt Tāzeh Kand-e Kīān är det ganska tätbefolkat, med 67 invånare per kvadratkilometer. Närmaste större samhälle är Pārsābād, 8,4 km sydväst om Tāzeh Kand-e Kīān. Trakten runt Tāzeh Kand-e Kīān består till största delen av jordbruksmark.